# Drabescus natalensis
Drabescus natalensis är en insektsart som beskrevs av William Lucas Distant 1910. Drabescus natalensis ingår i släktet Drabescus och familjen dvärgstritar. Inga underarter finns listade i Catalogue of Life.